# آرنه بليكس
آرنه بليكس (بالنرويجية البوكمول: Arne Blix)‏ هو محامي ومحرر نرويجي، ولد في 20 سبتمبر 1954 في Lyngen Municipality ‏ في النرويج.